# Basjan
Basjan – imię męskie pochodzenia łacińskiego, wywodzące się od nazwy miejscowej Basia. Wśród patronów tego imienia — św. Basjan, biskup Lodi w Lombardii, zm. w 413 roku.
Basjan imieniny obchodzi 19 stycznia.
Żeński odpowiednik: Basjana
Basjan w innych językach:
- rosyjski — Вассиан[1].

Znane osoby noszące imię Basjan:
- Wassian Uglicki (1439—1509) — święty mnich prawosławny,
- Wassian (Piatnicki) (1879—1938) — rosyjski biskup prawosławny, święty nowomęczennik.